# Fattore pre-esponenziale
In cinetica chimica, il fattore pre-esponenziale (o fattore A o fattore di Arrhenius) è la costante pre-esponenziale che compare nell'equazione di  Arrhenius, una relazione empirica che esprime la dipendenza della costante cinetica dalla temperatura. Il suo valore dipende dalla frequenza delle collisioni e dal fattore sterico. Per tale motivo è noto anche come fattore di frequenza.
Per una data reazione chimica, il fattore pre-esponenziale è una costante a temperatura costante.

## Legame tra il fattore pre-esponenziale e l'entropia
Per una reazione chimica all'equilibrio, si ha che le velocità diretta e inversa si eguagliano. Allora per le costanti di velocità specifica si ha
{\displaystyle {\frac {k_{d}}{k_{i}}}=k_{\text{eq}}={\frac {A_{1}\exp \left(-{\frac {E_{a,1}}{RT}}\right)}{A_{2}\exp \left(-{\frac {E_{a,2}}{RT}}\right)}}}
dove keq è la costante di equilibrio della reazione. In condizioni di equilibrio, per l'equazione di Gibbs-Helmholtz deve essere ΔG = 0, e quindi
{\displaystyle k_{\text{eq}}=\exp \left(-{\frac {\Delta G_{T}^{0}}{RT}}\right)=\exp \left(-{\frac {\Delta H_{T}^{0}}{RT}}+{\frac {\Delta S_{T}^{0}}{R}}\right)={\frac {A_{1}\exp \left(-{\frac {E_{a,1}}{RT}}\right)}{A_{2}\exp \left(-{\frac {E_{a,2}}{RT}}\right)}}}
da cui si deduce che deve essere
{\displaystyle {\frac {A_{1}}{A_{2}}}=\exp \left({\frac {\Delta S_{T}^{0}}{R}}\right)}
essendo, per definizione di energia libera
{\displaystyle E_{a,1}-E_{a,2}=\Delta H_{T}^{0}}